# Competència artística i cultural
La competència artística i cultural és una de les vuit competències bàsiques establertes per la Llei Orgànica d'Educació com una fita del sistema educatiu. Consisteix a conèixer els codis, referents, models i tècniques de les diferents arts al llarg de la història i el present, desenvolupar el gust estètic i el judici crític, fomentar la creativitat dels alumnes i la seva imaginació perquè i dominar els elements més importants del cànon i les normes socials de la pròpia comunitat. Totes les àrees del currículum educatiu han de contribuir a desenvolupar aquesta competència.